# Isoctenus corymbus
Isoctenus corymbus is een spinnensoort in de taxonomische indeling van de kamspinnen (Ctenidae).
Het dier behoort tot het geslacht Isoctenus. De wetenschappelijke naam van de soort werd voor het eerst geldig gepubliceerd in 2005 door Polotow, Antonio D. Brescovit & Pellegatti-Franco.